# Calvelos (La Coruña)
Calvelos es una aldea española situada en la parroquia de Abegondo, del municipio de Abegondo, en la provincia de La Coruña, Galicia.

## Demografía
| Gráfica de evolución demográfica de Calvelos entre 1999 y 2018 |
|                                                                |
| Datos según el nomenclátor publicado por el INE.               |